# Zamieszki w Detroit (1967)
Zamieszki w Detroit w 1967 roku – zamieszki rasowe w mieście Detroit (stan Michigan). Zaczęły się rankiem w niedzielę 23 lipca 1967 roku, po policyjnym nalocie na nielegalny nocny bar na rogu 12. Ulicy i Clairmount, w zachodniej części miasta. Starcia policji z klientami baru i ulicznymi gapiami przerodziły się w jedne z najbardziej krwawych i niszczycielskich zamieszek w historii USA. Trwały przez 5 dni, przewyższyły pod względem stopnia przemocy i zniszczeń mienia zamieszki rasowe w Detroit z 1943 roku.
Dla stłumienia "rebelii" gubernator George W. Romney nakazał wejść do Detroit Gwardii Narodowej stanu Michigan, a prezydent Lyndon B. Johnson wysłał tam oddziały armii USA. Bilans to 43 zabitych, 467 rannych, ponad 7200 aresztowań i ponad 2000 spalonych budynków. Większe były tylko zamieszki w Los Angeles w 1992 roku. W 1967 roku media relacjonowały obszernie przebieg wydarzeń, telewizja nadawała z Detroit na żywo. Gazeta "Detroit Free Press" zdobyła nagrodę Pulitzera za swoje materiały.